# Calliopsis nebraskensis
Calliopsis nebraskensis is een vliesvleugelig insect uit de familie Andrenidae. De wetenschappelijke naam van de soort is voor het eerst geldig gepubliceerd in 1902 door Crawford.